# Lethbridge Broncos
Die Lethbridge Broncos waren eine kanadische Eishockeymannschaft aus Lethbridge, Alberta. Das Team spielte von 1974 bis 1986 in einer der drei höchsten kanadischen Junioren-Eishockeyligen, der Western Hockey League (WHL).

## Geschichte
Die Swift Current Broncos wurden 1974 aus finanziellen Gründen von Swift Current, Saskatchewan, nach Lethbridge, Alberta, umgesiedelt und in Lethbridge Broncos umbenannt. In allen zwölf Jahren ihres Bestehens erreichte die Mannschaft die Playoffs. Ihr größter Erfolg war der Gewinn des Ed Chynoweth Cup in der Saison 1982/83 nach einem Finalsieg über die Portland Winter Hawks. Im Sommer 1986 wurden das Franchise aufgekauft und wieder nach Swift Current verlegt, wo es seither unter seinem ursprünglichen Namen Swift Current Broncos am Spielbetrieb der WHL teilnimmt. 
Die Lücke, die nach der Umsiedlung der Broncos in Lethbridge entstanden war, wurde von den Lethbridge Hurricanes gefüllt, die seit 1987 in der WHL spielen.

## Ehemalige Spieler
Folgende Spieler, die für die Lethbridge Broncos aktiv waren, spielten im Laufe ihrer Karriere in der National Hockey League: 
| - Warren Babe - Dave Barr - Mike Berger - Rollie Boutin - Ron Delorme - Gerald Diduck - Archie Henderson - Ian Herbers - Matt Hervey - Earl Ingarfield junior | - Trent Kaese - Troy Loney - Marc Magnan - Ryan McGill - Mike Moller - Randy Moller - Jay More - Doug Morrison - Troy Murray - Steve Nemeth | - Bill Oleschuk - Darcy Regier - Bob Rouse - Lindy Ruff - Rocky Saganiuk - Joe Sakic - Darin Sceviour - Vern Smith - Brent Sutter - Brian Sutter | - Darryl Sutter - Duane Sutter - Rich Sutter - Ron Sutter - Steve Tambellini - Alex Tidey - Mark Tinordi - Bryan Trottier - Gord Williams - Ken Wregget |

## Team-Rekorde

### Karriererekorde
Spiele: 287  Rick Gal
Tore: 163  Doug Morrison
Assists: 206  Doug Morrison
Punkte: 369   Doug Morrison
Strafminuten: 818  John Scammell